# Simon VII van Lippe-Detmold
Simon VII (30 december, 1587 – Detmold, 26 maart 1627), bijgenaamd de Vrome, was graaf van Lippe-Detmold van 1613 tot 1627. Hij was een zoon van graaf Simon VI en Elisabeth van Holstein-Schaumburg. Hij volgde zijn vader op in Lippe, maar noemde zich ter onderscheiding van zijn broers, die delen van het land als apanage kregen, graaf van Lippe-Detmold.
Simon VII huwde voor de eerste maal op 6 mei 1607 te Brake met Anna Catharina van Nassau-Idstein (Idstein 4 december 1590 – Detmold 6 juni 1622), dochter van graaf Johan Lodewijk I van Nassau-Idstein. Uit dit huwelijk worden twaalf kinderen geboren:
- zoon (* en † 23 februari 1609)
- Simon Lodewijk (1610 – 1636), graaf van Lippe-Detmold 1627-1636
- Maria Elisabeth (Brake, 6 mei 1611 – Hedersleben, 12 december 1667); ∞ (Sternberg 18 maart 1649) graaf Christiaan Frederik van Mansfeld-Hinterort (15 oktober 1615 – Hedersleben, 20 juni 1666)
- Anna Catharina (Brake, 31 juli 1612 – Harzgerode, 15 oktober 1659); ∞ (Harzgerode 26 mei 1657) vorst Frederik van Anhalt-Bernburg-Harzgerode (1613 – 1670)
- Johan Bernhard (1613 – 1652), graaf van Lippe-Detmold 1650-1652
- Otto Hendrik (Detmold 10 november 1614 – Heidesheim, 19 maart 1648)
- Herman Adolf (1616 – 1666), graaf van Lippe-Detmold 1652-1666
- Juliana Ursula (2 april 1617 – Detmold, 1 januari 1630)
- Johan Lodewijk (Detmold, 30 mei 1618 – aldaar, 30 december 1628)
- Frederik Filips (Detmold, 19 juli 1619 – aldaar, 2 januari 1629)
- Simon (Detmold, 12 november 1620 – aldaar, 5 mei 1624)
- Magdalena (Detmold, 5 januari 1620 – Cappel, 21 oktober 1646)

Na de dood van zijn eerste vrouw hertrouwde Simon op 27 april 1623 met Maria Magdalena van Waldeck-Wildungen (Wildungen 27 april 1606 – Schwalenberg 28 mei 1671), dochter van graaf Christiaan van Waldeck-Wildungen. Uit dit huwelijk kwamen drie kinderen voort:
- Christiaan (Detmold, 17 maart 1624 – aldaar, 25 augustus 1634)
- Joost Herman (1625 – 1678), graaf van Lippe-Biesterfeld 1627-1678
- Sophia Elisabeth (Detmold, 31 maart 1626 – Westerburg, 23 augustus 1688); ∞ (Schwalenberg 7 mei 1644) graaf George Willem van Leiningen-Westerburg (1619-1695)